# Америка Мінейру
Америка Мінейру (порт. América Futebol Clube або América Mineiro) — бразильський футбольний клуб з міста Белу-Оризонті, штат Мінас-Жерайс.

## Історія
«Америка» була утворена 30 квітня 1912 року. На зорі аматорського футболу «Америка» змогла 10 разів поспіль виграти чемпіонат штату Мінас-Жерайс, що є загальнонаціональним рекордом і занесено до книги рекордів Гіннесса.
У 1933 році команда виступила з протестом проти професіоналізації футболу і змінила свої кольори на червоний і білий. 
У 1943 році «Америка» все ж вирішила стати професійним клубом і повернулася до традиційних кольорів — зелений, білий і чорний.
З настанням професійної ери «Америка» зуміла виграти чемпіонат штату лише 5 разів, і набагато поступається двом великим грандам штату—«Крузейру» і Атлетіко Мінейру, хоча і утримує за собою статус третього клубу штату з 15-ма титулами.

## Досягнення
- Чемпіонат Бразилії Серія B: 1

1997
- Чемпіонат штату Мінас-Жерайс: 15

1916, 1917, 1918, 1919, 1920, 1921, 1922, 1923, 1924, 1925, 1948, 1957, 1971, 1993, 2001

## Відомі гравці
- Тостао
- Жилберту Сілва
- Ніколас Вішіатто